# Hidrógeno líquido

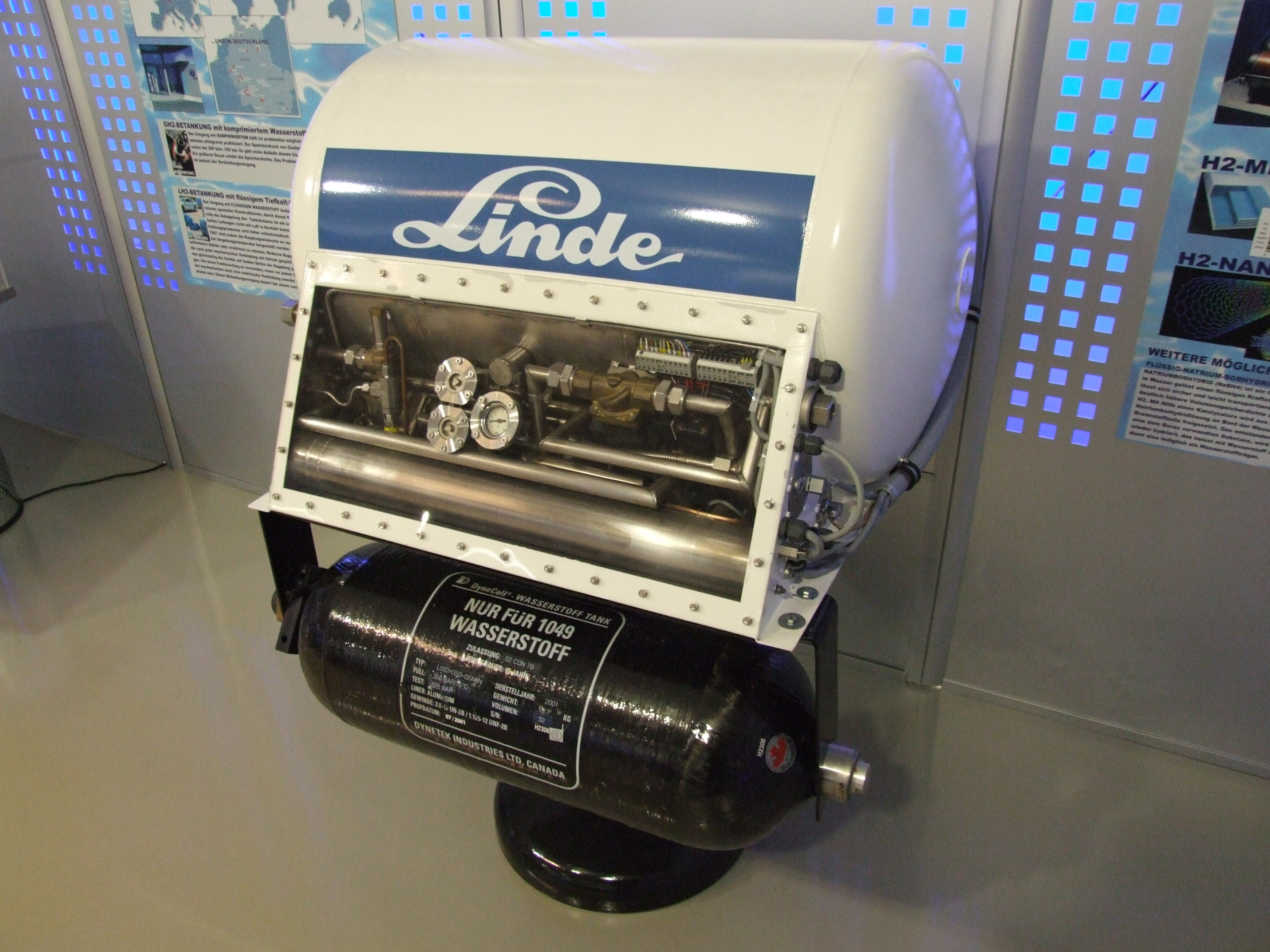
Depósito de hidrógeno líquido de Linde, Museo Autovision, Altlußheim, Baden-Württemberg, Alemania.

El hidrógeno líquido es el elemento hidrógeno en estado líquido. Es comúnmente usado como combustible en la industria aeroespacial donde se suele abreviar como LH2 o LH2, ya que en la naturaleza se encuentra en forma molecular H2.
Para mantenerlo en forma líquida es necesario presurizarlo y enfriarlo a una temperatura de 20,28 K (−252,87 °C/−423,17 °F). El hidrógeno líquido se suele usar como una forma común de almacenar el hidrógeno puesto que ocupa menos espacio que el hidrógeno en estado gaseoso a temperatura normal. Este se usa para el combustible de automóviles de hidrógeno.

## Uso
La principal aplicación es como combustible líquido común en propulsión de cohetes. El primero en desarrollar un modelo aplicable de propelente basado en hidrógeno líquido para una misión espacial fue Abe Silverstein, quien propuso su uso en los motores de la segunda y tercera fase de las misiones Apolo. En la mayoría de los motores de cohetes alimentados por hidrógeno líquido como LH2 O H2, se enfría primero la tobera y otras partes antes de mezclarse con el oxidante (generalmente oxígeno líquido (LO2)) y se quema para producir agua con trazas de ozono y peróxido de hidrógeno. La mayoría de los motores de H2/O2 de cohetes funcionan con un ligero exceso de combustible con lo que el escape contiene un poco de hidrógeno no quemado. Esto reduce la erosión de la cámara de combustión y la tobera, además de reducir el peso molecular de los gases de escape, lo que puede aumentar el impulso específico a pesar de la combustión incompleta.
Varios submarinos y vehículos conceptuales de hidrógeno han sido construidos utilizando esta forma de hidrógeno. Debido a su similitud, los constructores a veces pueden modificar y compartir equipos con sistemas diseñados para otros prototipos. Sin embargo, a causa de la alta presión crítica (Pc=12,8 atm), los volúmenes de hidrógeno necesario para la combustión son grandes. A menos que se enfríe, a una temperatura cercana a los 0 K, es prácticamente imposible licuarlo, y de conseguirlo, los tanques de contención serían demasiado grandes y voluminosos, además que se maximizarían las probabilidades de sufrir fugas en cualquier punto del sistema de propulsión y almacenaje.
El hidrógeno líquido se utiliza también para enfriar neutrones para ser usados en la dispersión de neutrones. Como los neutrones y los núcleos de hidrógeno tienen masas similares, el intercambio de energía cinética por interacción es máximo (colisión elástica). Finalmente, el hidrógeno líquido sobrecalentado se utiliza en muchos experimentos de cámara de burbujas.
Tipos de hidrógenos: H2, LH2, HL2 y H2O.

## Inconvenientes
Para retener el hidrógeno en un tanque, debe estar habilitado con tecnología criogénica, tecnología que actualmente está en desarrollo. De no ser así, la pequeña molécula de H2 le permite escaparse del tanque por medio de la difusión a un ritmo aproximado del 1 % al día, con lo que los riesgos de explosión aumentan. Por eso se están investigando otros métodos de almacenaje, como el gas hidrógeno atrapado en los poros de las zeolitas.